# Grado cuadrado
Un grado cuadrado (deg2) es una unidad de medida de ángulo sólido que no es del SIU. Al igual que los grados se utilizan para medir partes de un círculo, los grados cuadrados se utilizan para medir partes de una esfera.
De forma análoga, un grado es igual a π180 radianes, un grado cuadrado es igual a (π180)2 Estereorradianes (sr), o sobre 13283 sr o 3.0461741978670859934 × 10−4 sr.
Toda la esfera tiene un ángulo sólido de 4πsr que es aproximadamente 41253°2.
4π (180π)2 deg2 = (3602π) deg2 = 129 600π deg2 ≈ 41 252.96 deg2

## Ejemplos
- La Luna llena cubre sólo unos 0,2 deg2 del cielo cuando se ve desde la superficie de la Tierra. La Luna tiene sólo medio grado de diámetro (es decir, un diámetro circular de aproximadamente 0,5 grados), por lo que el disco lunar cubre un área circular de: π × (0.5°2)2, es decir 0,2 grados cuadrados. La luna varía de 0,188 a 0,244 deg2 en función de su distancia a la Tierra.
- La constelación más grande, Hidra, cubre un ángulo sólido de 1303 deg2, mientras que la más pequeña, Crux, sólo cubre 68 deg2.[1]